# Слідство ведуть ЗнаТоКі. Ваше справжнє ім'я
«Слідство ведуть ЗнаТоКі. Ваше справжнє ім'я» — радянський телевізійний детективний фільм 1971 року з циклу «Слідство ведуть ЗнаТоКі».

## Сюжет
Слідчий Знаменський веде звичайну справу про бродяжництво, яку отримав «у спадок» від літнього слідчого, який потрапив до лікарні. Підслідний — типовий бомж зі звичайною для нього біографією: робота з кочовою бригадою шабашників, пияцтво, втрата документів, поневіряння, випадкові підробітки і дрібне злодійство. Бродяга представився Іваном Васильовичем Петровим, жителем села Чоботи Орловської області. Однак Знаменський легко з'ясовує, що в селі Чоботи Петрови ніколи не жили, а ліспромгоспу в Архангельській області, де бродяга нібито підробляв, ніколи не існувало.
Бродяга зізнається у брехні і, назвавшись тепер Петром Федотовим, розповідає нову версію своєї біографії. Вона набагато правдоподібніше першої і підтверджується результатами розісланих запитів. Терміни проведення слідства вже закінчуються, але допитливий Знаменський помічає в показаннях і поведінці підслідного кілька насторожуючих протиріч і домагається продовження слідства. Слідчий проводить додаткову перевірку — влаштовує «волоцюзі» побачення з осліплою матір'ю справжнього Петра Федотова. Жінка не впізнає в затриманому свого сина.
Знаменський передбачає, що «бомж» — велика фігура, набагато небезпечніше простого бродяги або кримінальника, який маскується під бродягу. Занадто продуманою виглядає тактика «бомжа» — тягнути час, тримати слідчого в цейтноті, чинити на нього точно дозований психологічний тиск. Пал Палич починає за допомогою Томіна і Кібріт скрупульозно збирати об'єктивні відомості про цю людину. Знаменський навіть поступається принципами і звертається за інформацією до іншого свого підслідного, шахрая Ковальського на прізвисько «Хірург», який сидить з волоцюгою в одній камері. Ковальський і сам заінтригований особистістю співкамерника: бродяга дуже кмітливий, скритний і виверткий, має сильний характер, навчений рукопашному бою, в тюрмі багато і дуже швидко читає. Загалом, він ніяк не схожий на неохайного бродягу-алкоголіка.
Знаменський стурбований долею теперішнього Федотова і відправляє Томіна на його пошуки. Томін знаходить Федотова, у якого виявлена раптова і повна втрата пам'яті, в одній з психіатричних клінік. Можливою причиною амнезії лікарі називають отруєння невідомою речовиною. Виявилося, що останнім, з ким спілкувався справжній Федотов перед тим, як почати неадекватно себе вести, був той самий «бродяга» в привокзальній пивній.
Підслідний викладає вже третю свою біографію. Тепер він представляється касиром Марком Лепком з Західної України, який прокрався. Але Марк Лепко в дитинстві переніс апендектомію, а на тілі у бродяги немає шраму від операції. Дослідження Зіночки довершують картину: стан організму підслідного не відповідає безладному способу життя і постійному пияцтву; розвиток мускулатури говорить про цілеспрямовані тренування, пломби на зубах виготовлені із застосуванням закордонних матеріалів, а дослідження почерку показує, що волоцюзі звичніше латиниця, ніж російські літери. Коло його тюремного читання підозріло вузьке — він прочитав всі книги про радянську Середню Азію, які знайшлися в бібліотеці Бутирки. Підозри Знаменського підтверджуються: перед ЗнаТоКами — іноземний розвідник. Потрапити під суд, відбути невеликий термін і потім отримати справжні документи — це спосіб легалізуватися і осісти в СРСР. Останній допит «бродяги» ЗнаТоКі проводять вже разом зі слідчим КДБ.
У справі № 4 («Повинну голову…») одужавший Петро Федотов і його мати приходять до Знаменського, щоб подякувати йому.

## Ролі та виконавці
- Георгій Мартинюк —  Павло Павлович Знаменський, майор міліції, слідчий
- Леонід Каневський —  Олександр Миколайович Томін, інспектор карного розшуку
- Ельза Леждей —  Зінаїда Янівна Кібріт, експерт-криміналіст
- В'ячеслав Бровкін —  «бродяга», який опинився в дійсності іноземним розвідником. На самому початку фільму фігурував як Іван Петров, потім став Петром Федотовим, а ближче до кінця фільму виявився Марком Лепком
- Григорій Лямпе —  Ковальський, шахрай на прізвисько «Хірург»
- Леонід Платонов —  справжній Петро Федотов
- Марія Андріанова —  Варвара Дмитрівна, мати Федотова
- Ігор Кашинцев —  лікар в психіатричній клініці
- В'ячеслав Кутаков —  полковник Комітету держбезпеки
- Кирило Глазунов —  конвоїр
- Валентина Маркова —  чергова у в'язниці
- Неллі Лазарева —  секретарка

## Знімальна група
- Режисер — В'ячеслав Бровкін
- Сценаристи — Олександр Лавров, Ольга Лаврова
- Оператор — Борис Лазарев
- Композитор — Марк Мінков
- Художник — Лариса Мурашко